# Banco da Régua
O Banco da Régua foi fundado a 25 de Março de 1874, na então vila do Peso da Régua, por António Custódio Monteiro e pelo Dr. Joaquim Claudino de Moraes. O capital do banco era de 600.000$000 réis, representado por 12.000 ações de 50$000 réis cada. Terá cessado funções por volta de 1886.